# Grécia bizantina
A Grécia bizantina tem uma história que muitas vezes se confunde com a própria história do Império Bizantino. 

## Antecedentes

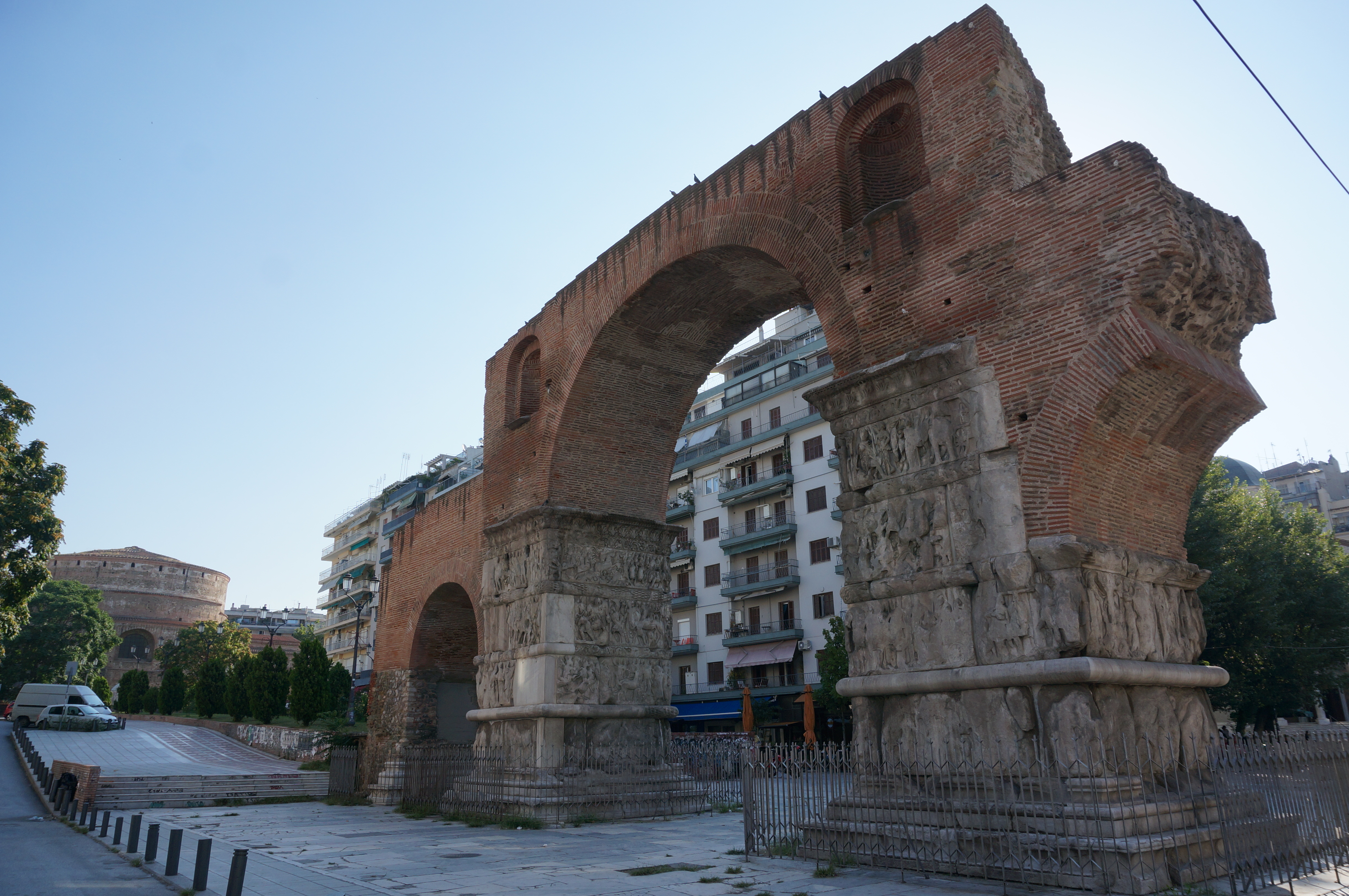
Arco de Galério e de Rotunda, Tessalônica.

A península grega tornou-se um protetorado romano em 146 a.C., e as Ilhas Egeias tornaram-se parte desse território em 133 a.C. Atenas e outras cidades gregas revoltaram-se em 88 a.C., e a península foi esmagada pelo general romano Sula. As guerras civis Romanas devastaram estas terras mesmo depois, até que Augusto organizou a península como a Província da Acaia em 27 a.C.
A Grécia era uma típica província oriental do Império Romano. Os romanos enviaram colonizadores para lá e eles construíram no as construções nas cidades, especialmente na Ágora, em Atenas, onde a Agripeia de Marco Agripa, a Biblioteca de Tito Flávio Pantaneu e a Torre dos Ventos foram construídas. Os romanos eram bastante cuidados e os gregos tendiam a ser leais a eles. 
A vida na Grécia durante o domínio romano era praticamente a mesma de antes do domínio romano, e o grego continuou a ser a língua franca no Oriente das partes mais importantes do Império. A cultura romana foi fortemente influenciada pela clássica cultura grega (veja greco-romano) como Horácio disse, Græcia capta ferum victorem cepit (tradução: a Grécia cativou seus ferozes dominadores). Os épicos de Homero inspiraram Eneida de Virgílio, e autores como Sêneca, o Jovem, escreveram usando o estilo grego, enquanto escritores romanos famosos como Cipião Africano, Júlio César e Marco Aurélio fizeram trabalhos em grego.
Durante esse período, intelectuais gregos como Galeno e Apolodoro de Damasco tiveram suas obras levadas para Roma. Dentro da cidade de Roma, o grego era falado pelas elites romanas, particularmente por filósofos e, nas classes mais baixas, por marinheiros e comerciantes. O imperador Nero visitou a Grécia em 66, e disputou nos Jogos Olímpicos, apesar das regras contra a participação de não-gregos. Ele foi honrado com a vitória em todas as competições, e em 67 ele proclamou a liberdade dos gregos nos Jogos Ístmicos em Corinto, como fizera Flaminino duzentos anos antes.
Adriano, que tinha um apreço especial pelos gregos; antes de tornar-se imperador ele serviu como arconte epônimo em Atenas. Ele também construiu um arco com o seu nome, e tinha um amante grego, Antínoo. 
Ao mesmo tempo, gregos e muitos romanos orientais converteram-se ao cristianismo. O apóstolo Paulo pregou em Corinto e Atenas, e a Grécia logo se tornou uma das áreas mais cristianizadas do império.

## Primeiros anos (século IV)

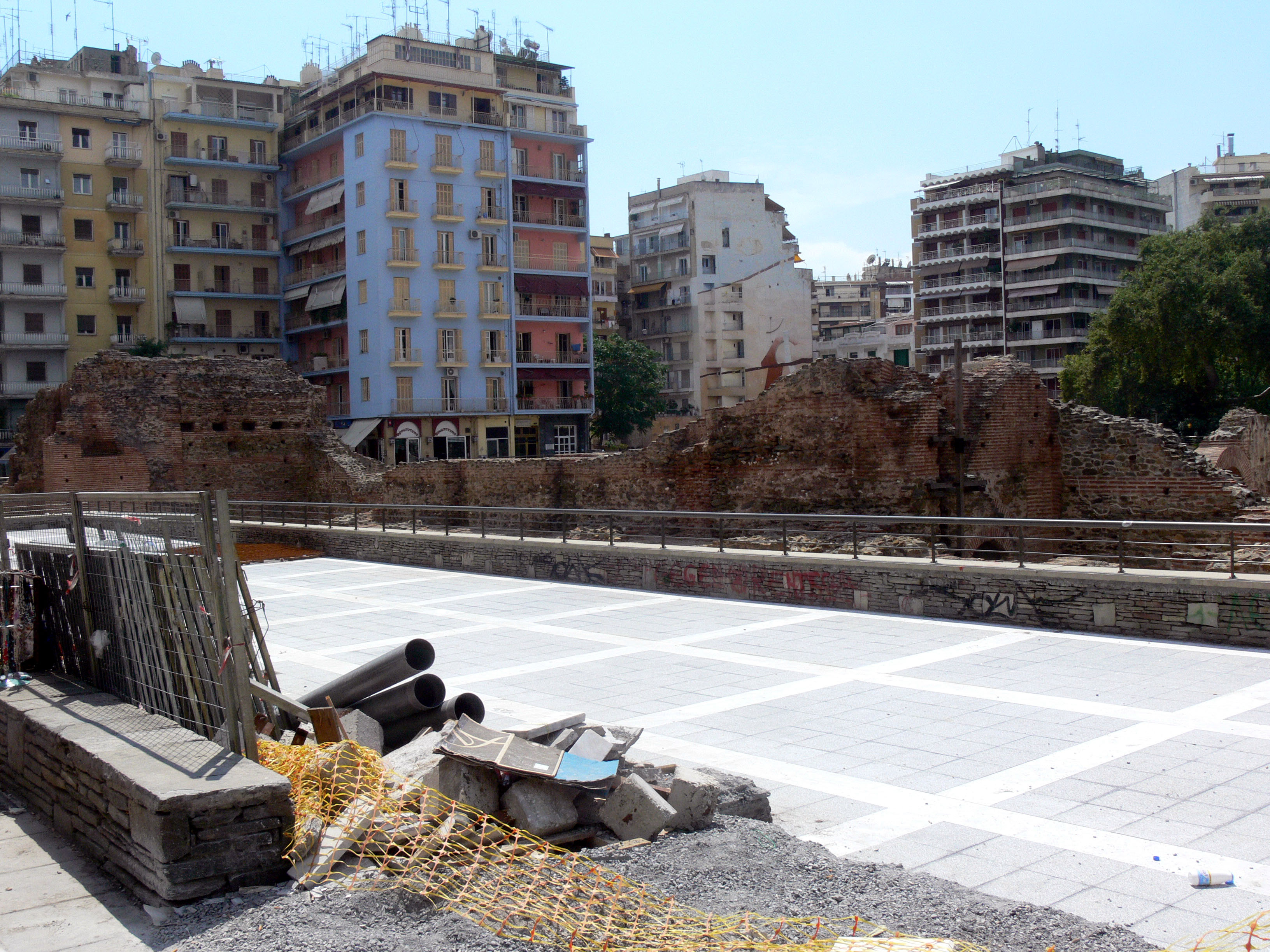
Ruínas do Palácio de Galério em Tessalônica, perto do Hipódromo onde aconteceu o Massacre de Tessalônica no reinado de Teodósio I.

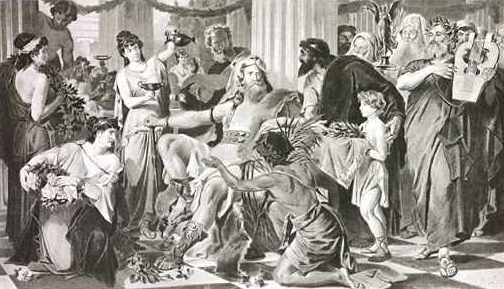
Alarico I em Atenas de Ludwig Thiersch.

Durante os séculos II e III, a Grécia foi dividida em províncias, incluindo Acaia, Macedônia, Epiro e Trácia. Durante o reinado de Diocleciano, no final do século III, os bálcãs ocidentais foram organizados em uma diocese, e eram governados por Galério. No reinado de Constantino I, a Grécia tornou-se parte das dioceses da Macedônia e da Trácia. O leste e o sul das Ilhas Egeias formaram a província insular na Diocese da Ásia.
Os gregos enfrentaram invasões de hérulos, godos e vândalos durante o reinado de Teodósio I. Estilicão, que atuou como regente de Arcádio, evacou a Tessália quando os visigodos invadiram ela no século IV. O moço de câmara de Acácio, Eutrópio, permitiu que Alarico entrasse na Grécia, saqueando Corinto e o Peloponeso. Estilicão expulsou ele depois em 397 e Alarico foi nomeado mestre dos soldados na Ilíria. Depois, Alarico e os godos migraram para a Itália, saquearam Roma em 410, e estabeleceram o Império Visigodos na Ibéria e no sul da França, que resistiu até 711 com a invasão árabe.
A Grécia permaneceu como parte da relativamente unificada metade oriental do Império. Ao contrário das visões ultrapassadas da Antiguidade Tardia, a península grega era uma das regiões mais prósperas do Império Romano e mais tarde do Império Romano Oriental e do Império Bizantino. Antigos cenários de pobreza, migração, destruição bárbara e decadência civil foram descobertos em recentes escavações arqueológicas. De fato, a pólis, como instituição, foi próspera até o século VI. Textos daquela época como o Synecdemus de Hiérocle afirmam que, na Antiguidade Tardia, a Grécia era extremamente urbanizada e tinha cerca de 80 cidades. Esta visão de grande prosperidade e grandemente aceita, e presume-se que entre os séculos IV e VII, a Grécia teve uma das regiões economicamente mais ativas do Mediterrâneo Oriental.
Após a perda de Antioquia e Alexandria para os árabes, Tessalônica tornou-se a segunda maior cidade do Império Bizantino, chamada de "corregente" (symbasileuousa), apenas atrás de Constantinopla. A península grega permaneceu como um dos centros mais importantes do cristianismo no final do período romano e início do período bizantino. Depois da recuperação da região após as invasões eslavas, a prosperidade volto a região. Eventos como a invasão seljúcida na Ásia Menor e a ocupação latina de Constantinopla gradualmente aumentaram o interesse imperial bizantino na península grega durante o período bizantino tardio. O Peloponeso em particular continuou a prosperar economicamente e intelectualmente mesmo durante a dominação latina, no Despotado de Moreia e até na sua queda.

## Reorganização e ameaças externas (séculos V a VIII)

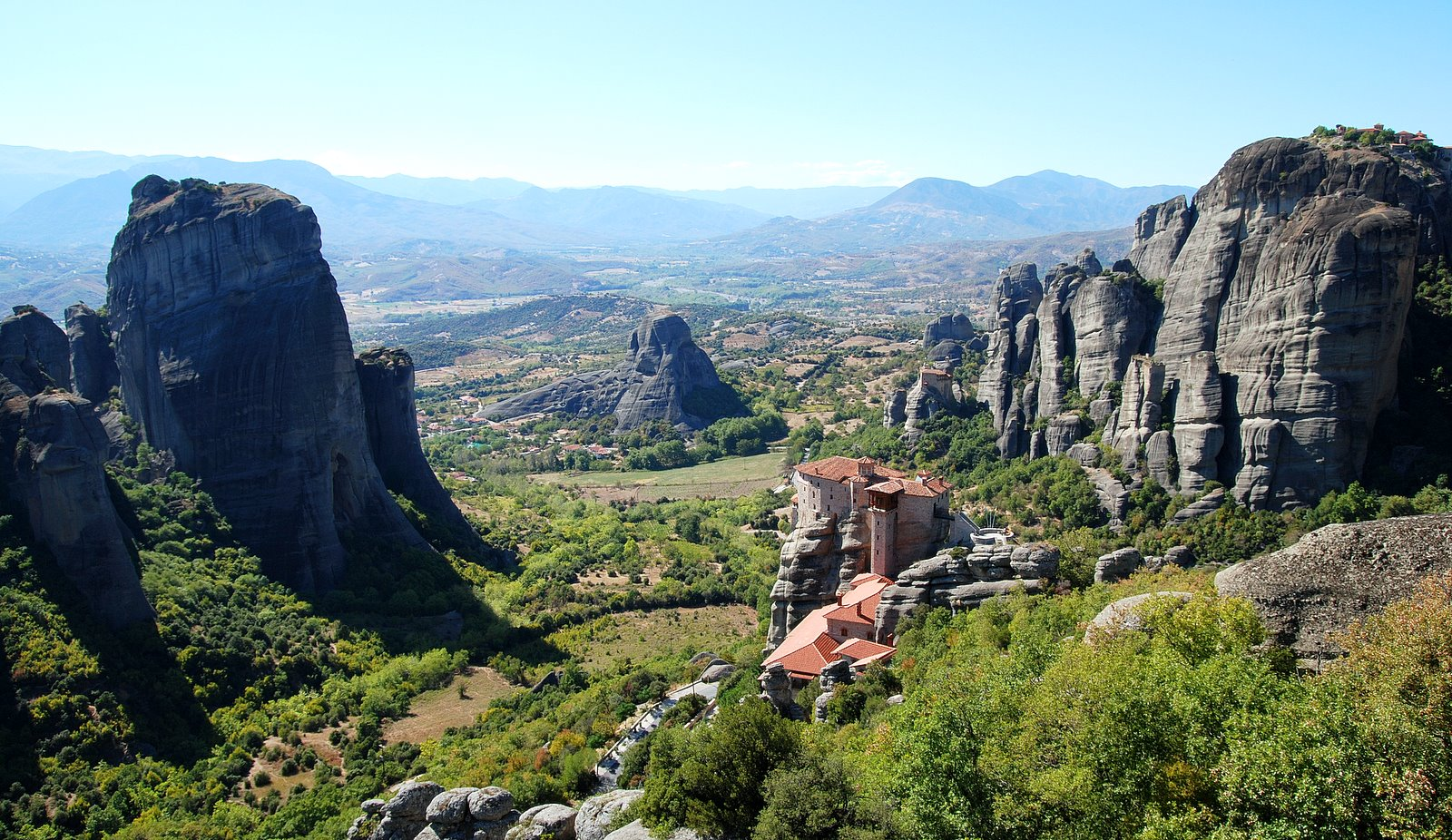
Mosteiros da era bizantina em Metéora

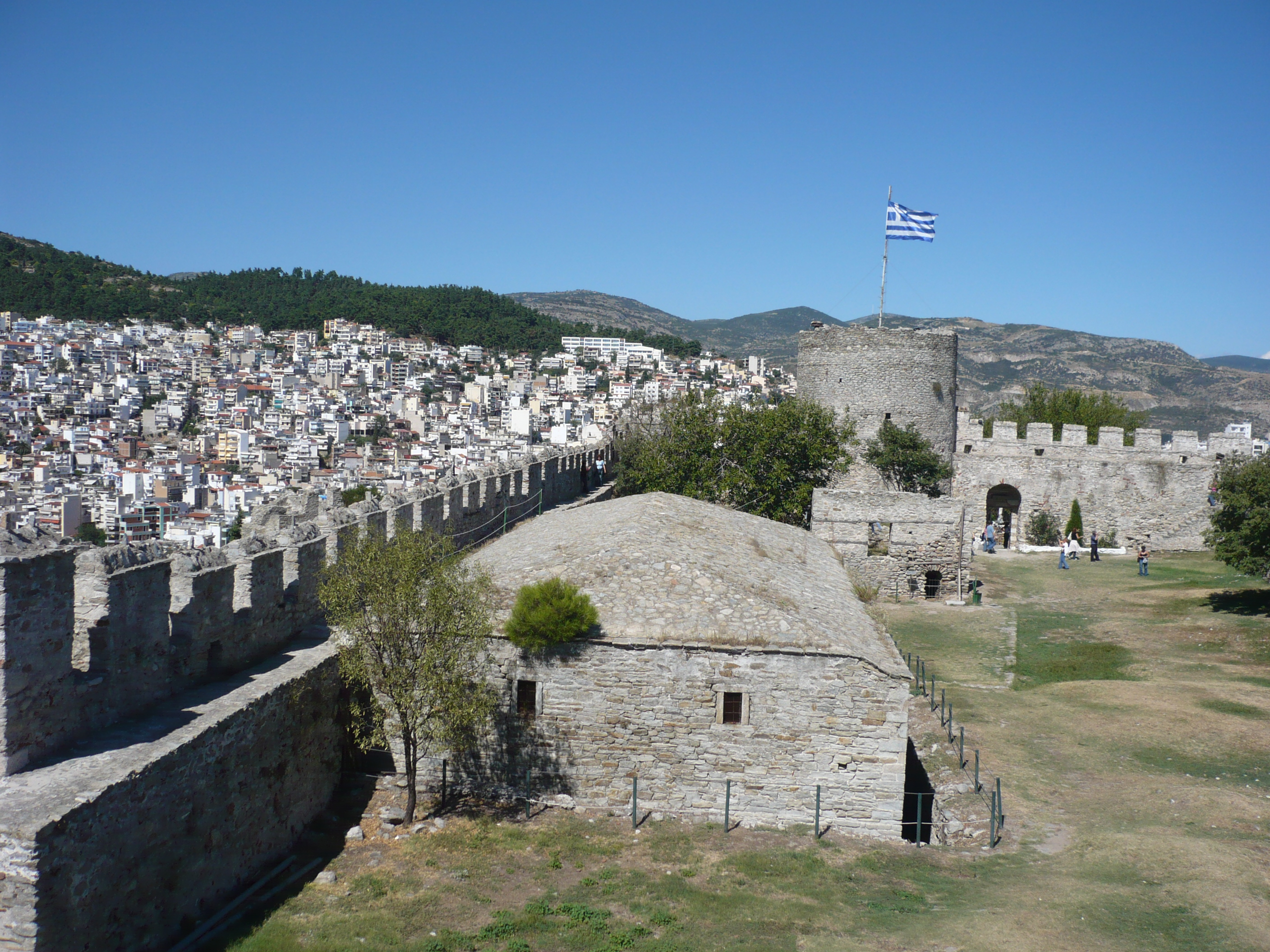
A fortaleza bizantina de Cavala

A Grécia foi atacada pela Macedônia em 479 e em 482 pelos ostrogodos sob o comando de Teodorico, o Grande (493-526). Os búlgaros invadiram também a Trácia e o resto do norte da Grécia em 540 e em outras ocasiões. Essas contínuas invasões búlgaras exigiram que o Império Bizantino construísse uma muralha defensiva chamada de "Muralha de Anastácio", que se estendia por cerca de 48 quilômetros, da cidade da Selímbria (atual Silivri) até o Mar Negro. Os hunos e búlgaros atacaram a Grécia em 559 até que o exército bizantino voltasse da Itália, aonde Justiniano I tentava capturar o coração do Império Romano.
De acordo com outros documentos históricos, os eslavos invadiram e dominaram partes da grécia no começo de 579 e Bizâncio quase perdeu o controle de toda a península grega durante a década de 580. Entretanto, não existem evidências arqueológicas que indiquem uma invasão eslava nos territórios bizantinos antes do final do século VI. Além disso, traços eslavos na cultura grega são raríssimos.

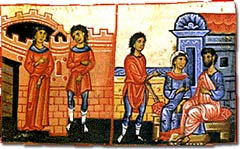
Cena's de um casamento e da vida familiar em Constantinopla

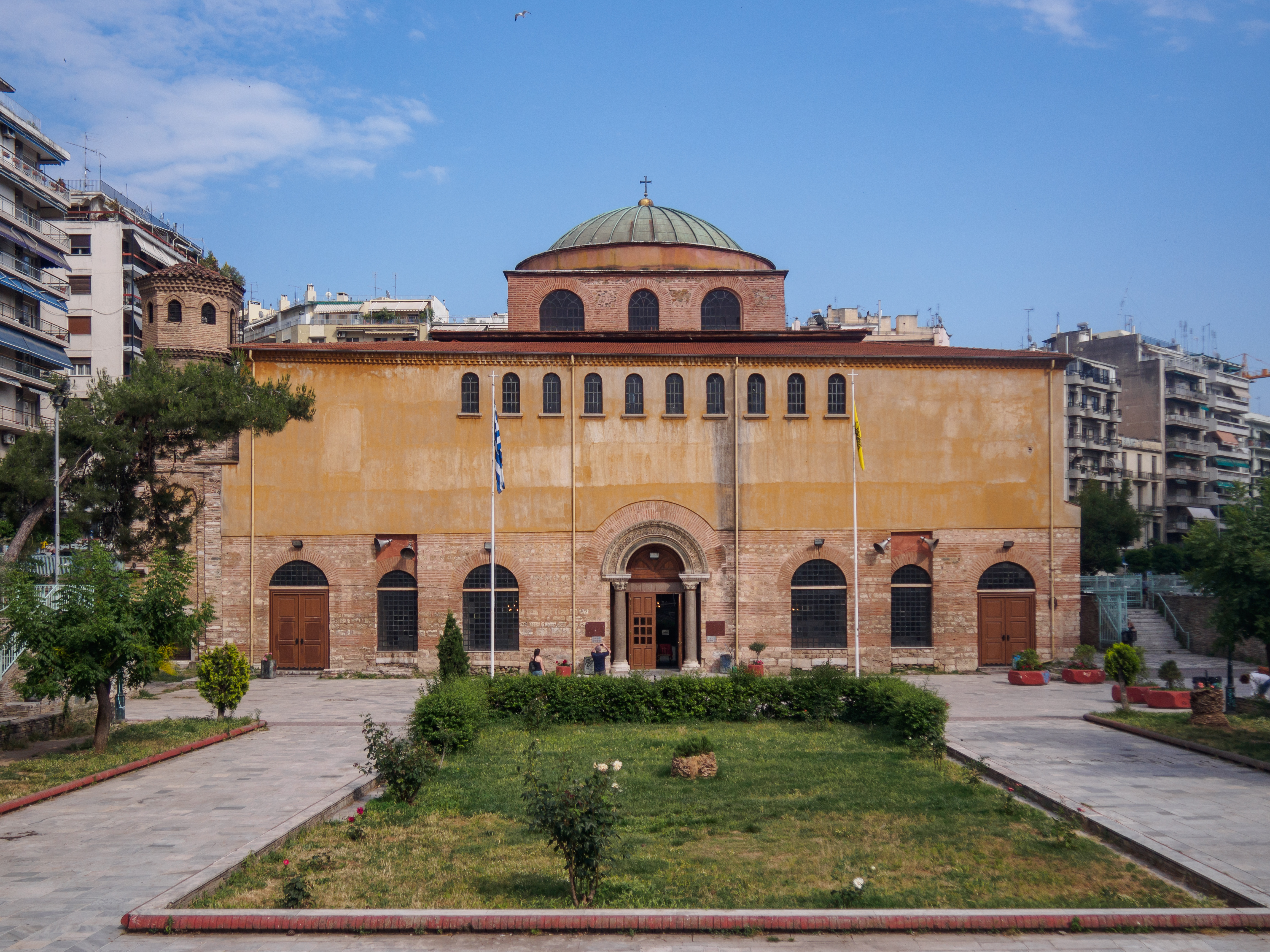
Santa Sofia, Tessalônica, século VIII

A cidade de Tessalônica não foi conquistada mesmo depois de ter sido atacada pelos eslavos por volta de 615. Depois, os eslavos foram derrotados, e foram colocados pelos bizantinos em comunidades segregadas conhecidas como Esclavenos.
No ano de 610, Heráclio tornou-se imperador. Durante o seu reinado, o grego tornou-se a língua oficial do império.
Durante o começo do século VII, Constante II expulsou os eslavos da Grécia para os Bálcãs e a parte central da Ásia Menor pela primeira vez. Justiniano II derrotou e destruiu a maior parte dos Esclavenos, e deportou de 100 a 200 mil eslavos da Grécia para a Bitínia, onde ele convocou 30 mil eslavos para o seu exército.
As populações eslavas que foram estabelecidas nessas comunidades segregadas foram usadas em campanhas militares contra os inimigos militares dos bizantinos. No Peloponeso, mais invasores eslavos trouxeram desordem para a parte ocidental da península, enquanto a parte oriental permaneceu sob o firme domínio bizantino. A imperatriz Irene organizou uma campanha militar que libertou os territórios ocidentais e restaurou o governo bizantino naquela região, mas até o imperador Nicéforo I os traços eslavos não foram eliminados: Quando os eslavos ocuparam o Peloponeso no século VI, um número de gregos fugiu de Patras e refugiaram-se em Reggio Calabria, no sul da Itália; os descendentes desses refugiados retornaram por ordem de Nicéforo, que reassentou eles no Peloponeso.
Na metade do século VII, o império foi reorganizado em "temas" pelo imperador Constante II, incluindo a Tema da Trácia, os suportes carabisianos do sul da Grécia e as Ilhas Egeias. Os carabisianos foram mais tardes divididos por Justiniano II entre o Tema da Hélade e o Tema Cibirreota. Depois disso, os eslavos não ameaçaram os bizantinos de novo, sendo derrotados várias vezes ou colocados nos Esclavenos. As comunidades eslavas na Bitínia foram destruídas pelos bizantinos depois que o general Leôncio perdeu para os árabes na Batalha de Sebastópolis em 592, e os eslavos, então, desertaram para o lado árabe.
Essas temas rebelaram-se contra o imperador iconoclasta Leão III em 727 e tentaram estabelecer um imperador deles, mas Leão os derrotou. Leão, então, transferiu o quartel-general dos carabisianos para a Anatólia e criou o Tema Ciberreota. Até esse momento, os gregos e os egeus estavam sob a autoridade eclesiástica do papa, mas Leão também brigou com o papado e deu esses territórios ao patriarca de Constantinopla. Como imperador, Leão III fez mais reformas administrativas e legais do que qualquer outro desde o tempo de Justiniano. Enquanto isso, os árabes começaram suas primeiras campanhas militares sérias no Egeu. A Bitínia, depois, foi novamente repopulada pela população grecófona vinda da Grécia e do Chipre.

## Prosperidade e vitórias bizantinas (séculos VIII a XI)

Mapa da Grécia Bizantina em c. 900, com as temas e os principais assentamentos.

Nicéforo I também começou a reconquistar áreas governadas pelos búlgaros e eslavos no início do século IX. Ele reassentou as família grecófonas da Ásia Menor de volta para a Grécia e os Bálcãs, e expandiu o Tema de Hélade para o norte para que abrangesse partes da Tessália e da Macedônia, o do sul para incluir os territórios reconquistados do Peloponeso. A Tessalônica, que era organizada como um arconte cercado pelos eslavos, tornou-se um tema. Esses temas contribuíam com 10 mil homens no exército, e ajudaram Nicéforo a converter os eslavos para o cristianismo.
Creta foi conquistada pelos árabes em 824. No final do século IX, Leão VI encarou invasões dos búlgaros comandados por Simeão I, que saqueou a Trácia em 896, e de novo em 919 durante a regência de Zoé para Constantino VII. Simeão invadiu o norte da Grécia novamente, em 922, e foi mais para o sul, sitiando Tebas, ao norte de Atenas. Creta foi reconquistada em 961 pelos árabes, por Nicéforo II Focas, depois do Cerco de Chandax.
No final do século X, a maior ameaça para a Grécia foi Samuel, que estava constantemente lutando pela área com Basílio II. Em 985, Samuel conquistou a Tessália e a importante cidade de Larissa, e em 989, ele saqueou Tessalônica. Basílio lentamente começou a reconquistar essas áreas em 991, mas Samuel conquistou as áreas ao redor de Tessalônica e do Peloponeso novamente em 997 antes de ser forçado a recuar para a Bulgária. Em 999, Samuel conquistou Dirráquio, e saqueou o norte da Grécia mais uma vez. Basílio reconquistou novamente essas áreas em 1002 e subjugou completamente os búlgaros na década depois da sua morte (veja Conquista bizantina da Bulgária).
Com a morte de Basílio em 1025, a Grécia foi dividida entre temas incluindo Creta, o Peloponeso, Trácia, Macedônia, Hélade, Nicópolis, Dirráquio, Cefalênia, Tessalônica, Estrimão, as Cíclades e o Mar Egeu. Eles eram protegidos de saques e invasões pelos novos temas criados fora do território búlgaro.
A Grécia tornou-se mais próspera no século X e as cidades começaram a crescer novamente. Atenas e Corinto provavelmente ganharam cerca de 10 mil habitantes e Tessalônica talvez tinha mais de 100 mil habitantes. Havia uma importante classe aristocrática desses temas, especialmente os imperadores macedônicos que governaram o império de 867 a 1056.

## Quarta Cruzada e a Conquista Latina
A Grécia e todo o império enfrentavam uma nova ameaça dos normandos da Sicília no final do século XI. Roberto de Altavila tomou Dirráquio e Corfu em 1081 (veja batalha de Dirráquio), mas Aleixo I derrotou-o e, mais tarde, seu filho Boemundo, em 1083. Os pechenegues também saquearam a Trácia durante esse período. 
Em 1147, quando os cavaleiros da Segunda Cruzada passaram pelo território bizantino, Rogério II da Sicília conquistou Corfu e saqueou Tebas e Corinto.
Em 1197, Henrique VI do Sacro Império Romano-Germânico continuou o antagonismo de seu pai, Frederico Barbarossa, para com o império bizantino, ameaçando invadir a Grécia reclamando esses territórios para os normandos. Aleixo III foi obrigado a recompensá-lo, embora as taxas que ele tenha estabelecido causaram frequentes revoltas, incluindo rebeliões na Grécia e no Peloponeso. Durante o seu reinado, a Quarta Cruzada planejou colocar Aleixo IV no trono, até quando depois eles saquearam e invadiram a capital, Constantinopla. 
A Grécia estava pacífica e prosperando nos séculos XI e XII, se comparada com a Anatólia que estava dominada pelos seljúcidas. Tessalônica provavelmente tinha alcançado 150 mil habitantes, apesar de ter sido saqueada pelos normandos em 1185. Tebas também cresceu, alcançando cerca de 30 mil habitantes, e era um centro da indústria de seda. Atenas e Corinto provavelmente ainda estavam com cerca de 100 mil habitantes. As ilhas principais da Grécia continuavam a exportar grãos para a capital para compensar o fornecimento das terras conquistadas pelos seljúcidas.
Entretanto, quando Constantinopla foi conquistada pelos cruzados em 1204, a Grécia foi dividida entre eles. O Império Latino ficou com Constantinopla e a Trácia, enquanto o resto da Grécia foi dividida entre o Reino de Tessalônica, o Principado da Acaia e o Ducado de Atenas. Os venezianos controlaram o Ducado do Arquipélago no Egeu, enquanto o Despotado de Epiro estabeleceu-se como um dos três estados sucessores da Grécia bizantina.
Miguel VIII restaurou o império em 1361, também reconquistando o Reino de Tessalônica. Até a sua morte em 1282, Miguel tomou de volta as Ilhas Egeias, Tessália, Epiro e grande parte da Acaia, incluindo a fortaleza cruzada de Mistras, que tornou-se base do despotado bizantino. Entretanto, Atenas e o norte do Peloponeso permaneceram dominados pelos cruzados. Carlos de Anjou e depois dele, seu filho, reclamaram o trono do antigo Império Latino, e ameaçaram Epiro, mas não tiveram sucesso.

## Reconquistar bizantina e reestabelecimento

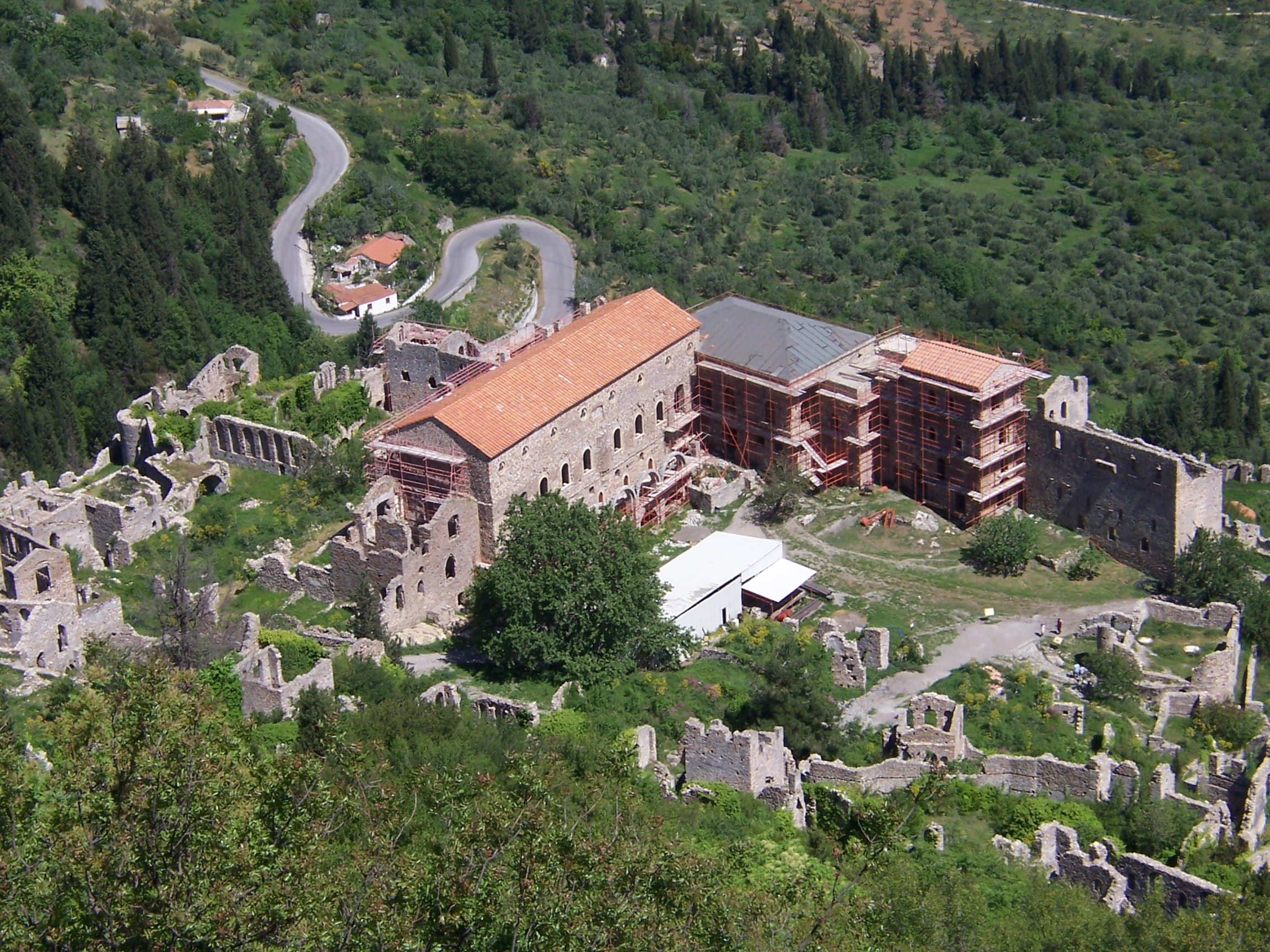
Palácio de Mistras, capital do Despotado da Moreia.

A partir do reinado de Andrônico III Paleólogo, começando em 1328, o império controlou a maior parte da Grécia, especialmente a metrópole de Tessalônica, mas por pouco tempo. Epiro era nominalmente bizantina mas ocasionalmente se rebelaram, até que foi completamente recuperado em 1339. A Grécia foi usada como um campo de batalha durante a guerra civil entre João V Paleólogo e João VI Cantacuzeno na década de 1340, e ao mesmo tempo os sérvios e otomanos começaram a atacar a Grécia. Em 1356, outro despotado independente foi criado entre Epiro e Tessália.
O Peloponeso, chamado de Moreia nessa época, era agora o centro do império, e era uma área fértil. Mistras e Monemvasia eram populosas e prósperas, mesmo depois da Peste Negra em meados do século XIV. Mistras rivalizou com Constantinopla em importância. Era uma fortaleza da ortodoxia grega e opunham-se fortemente contra os imperadores favoráveis a união com a Igreja Católica, mesmo que isso permitisse que o império conseguisse ajuda do Ocidente para lutar contra os otomanos.

## Ameaça e conquista otomana
Os otomanos começaram a conquista dos Bálcãs e da Grécia no final do século XIV e no início do século XV, capturando, entre outras áreas, Tessalônica, Janina e Tessália. Em 1445, a Tessália ocupada pelos otomanos foi reconquistada pelo futuro imperador Constantino XI, ao mesmo tempo em que conquistou o Despotado de Mistras, mas ele tinha pouco e não conseguiu lutar para conquistar o resto dos territórios otomanos. O imperador Constantino XI foi derrotado e morto em 1453 quando os otomanos finalmente capturaram Constantinopla. Depois da Queda de Constantinopla, os otomanos conquistaram Atenas em 1458, mas deixaram um despotado bizantino no Peloponeso até 1460. Os venezianos ainda controlavam Creta, as Ilhas Egeias e algumas cidades portuárias, mas de qualquer forma, os otomanos controlavam muitas regiões da Grécia, exceto áreas montanhosas e áreas com densas florestas.

## Galeria

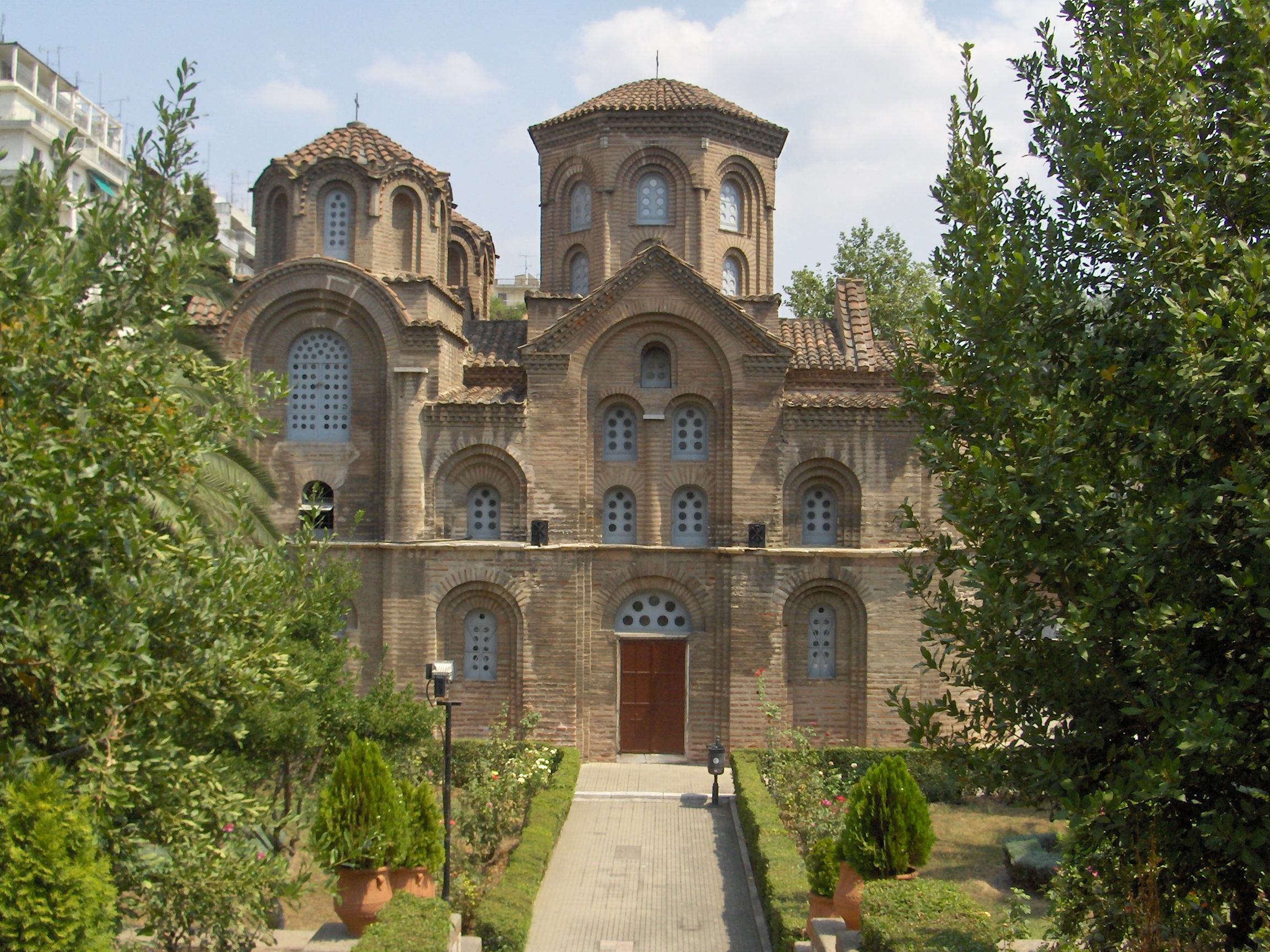
Igreja de Panaggia Chalekeon, Salonica
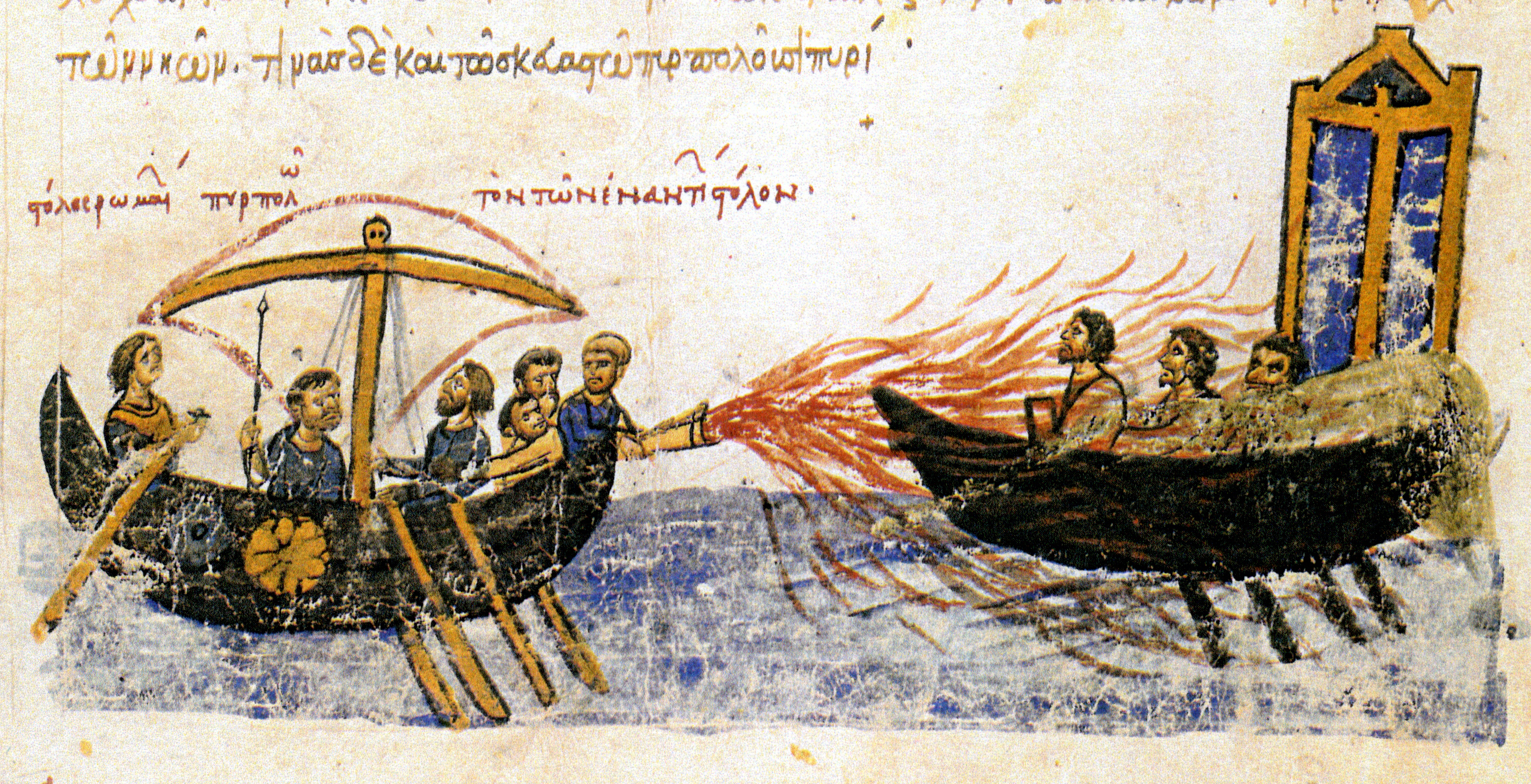
Ilustração do fogo grego de João Escilitzes
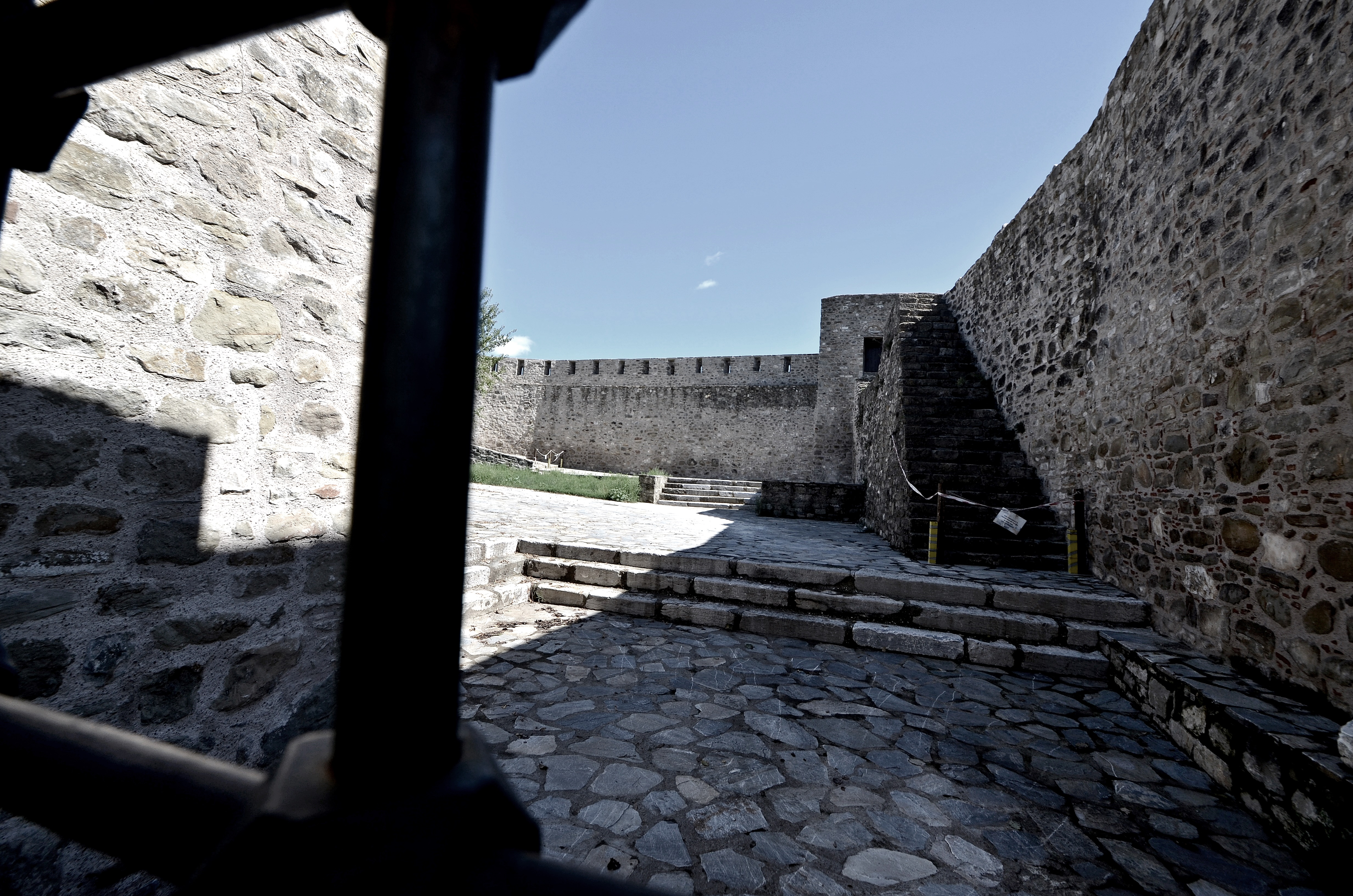
Castelo de Trikala
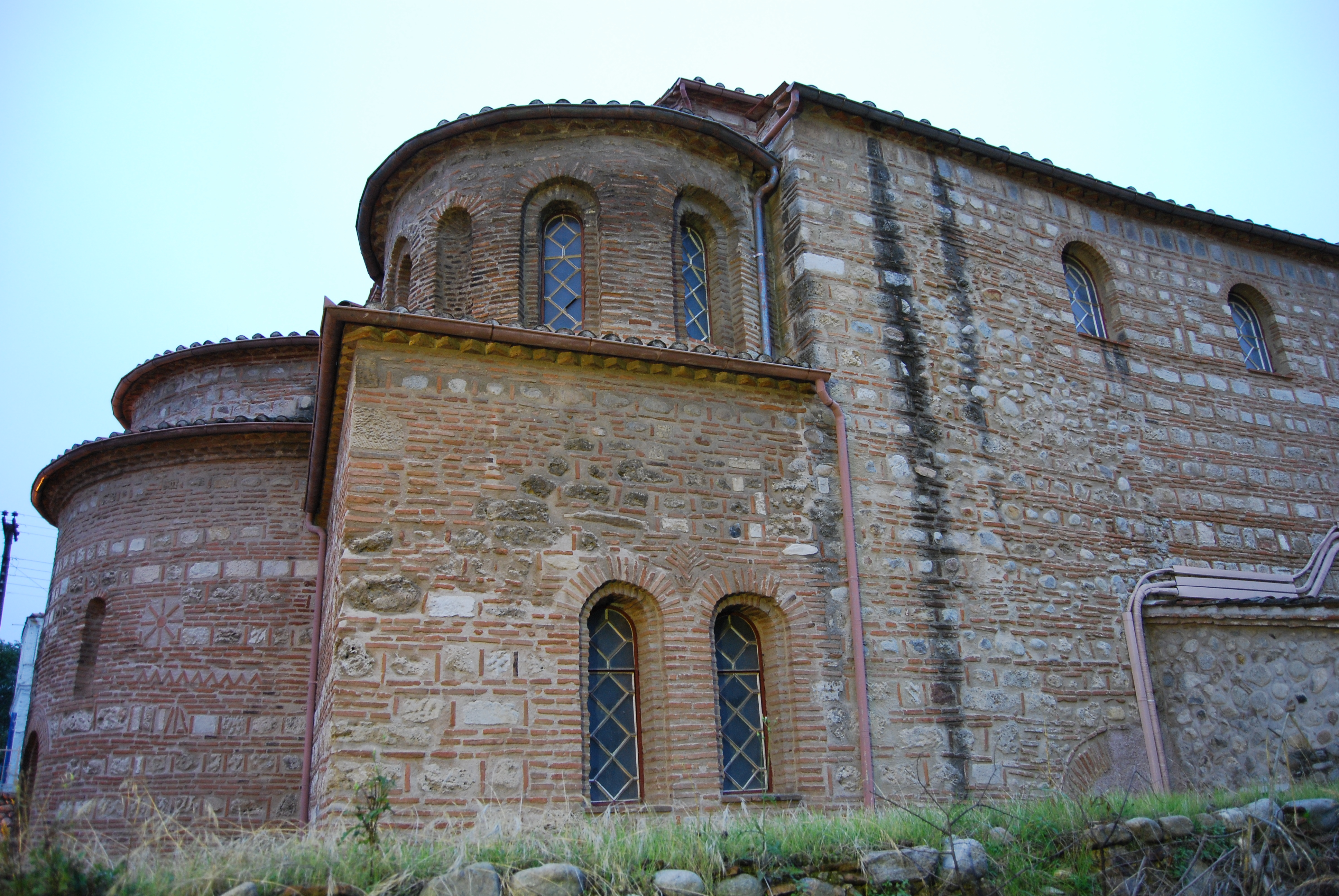
Igreja dos Santos Teodoro de Tiro e Teodoro Estratelata, Serres
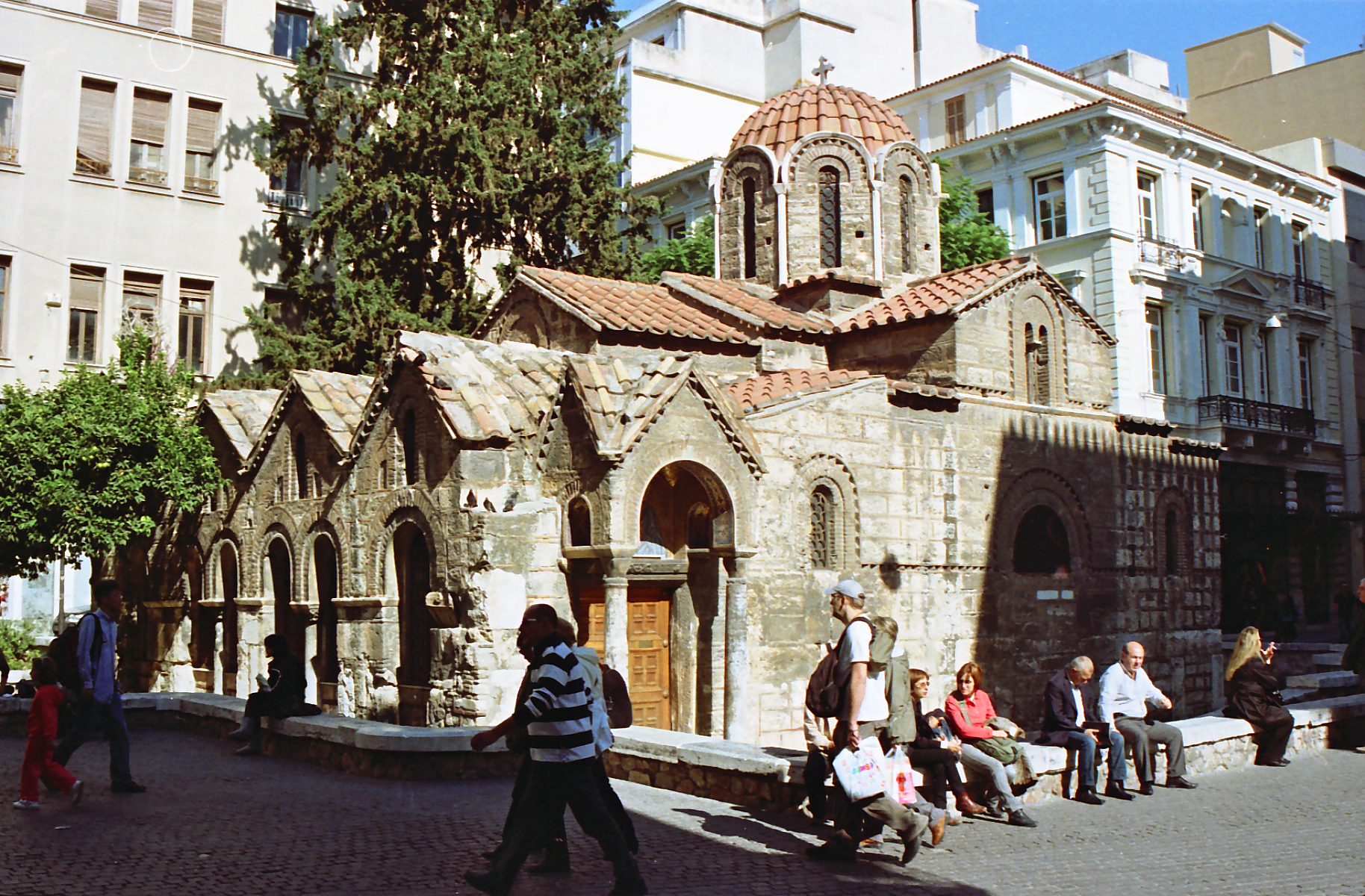
Igreja de KapnikareaAthens
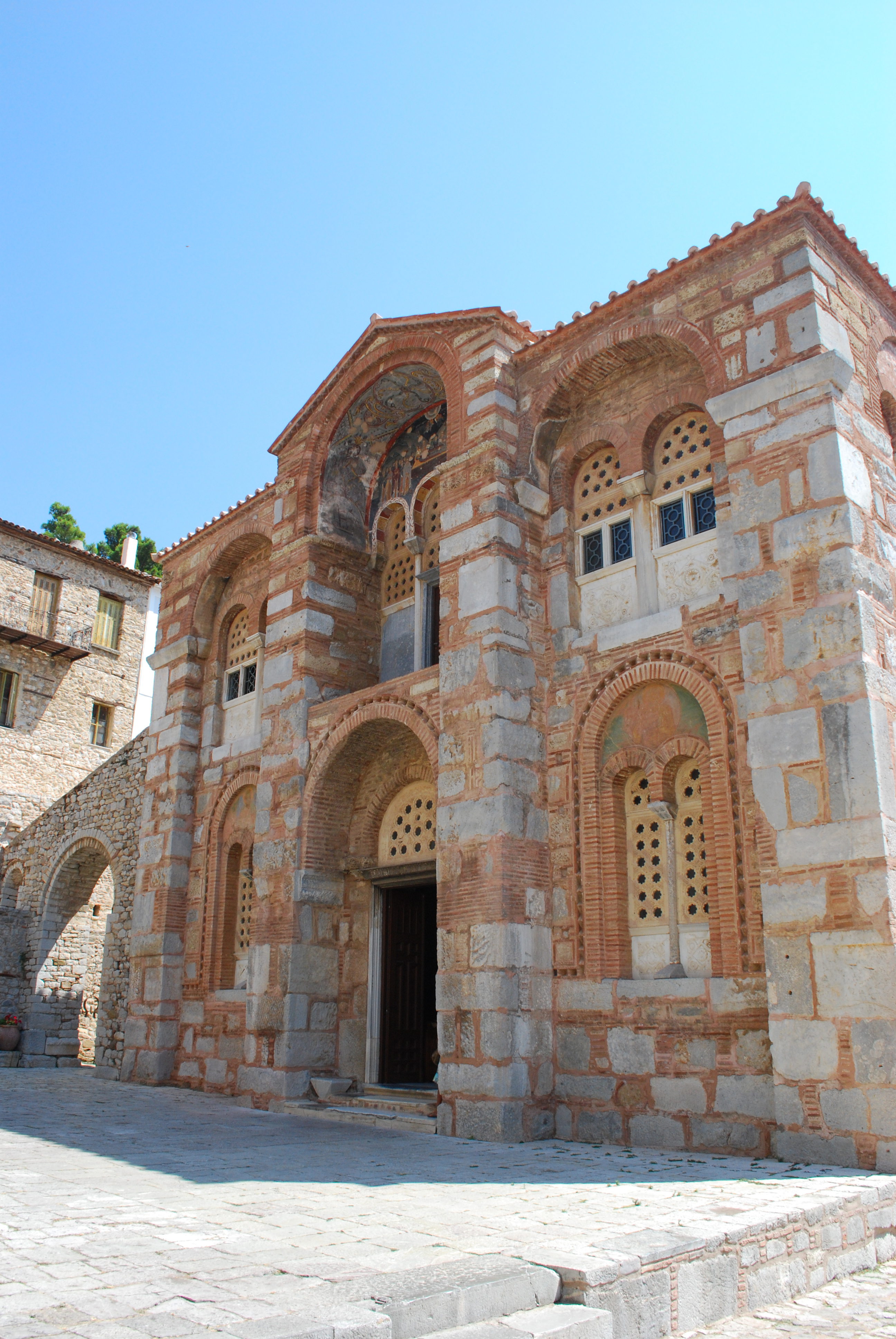
Mosteiro de São Lucas, exemplo da arquitetura bizantina durante a Renascença macedônica
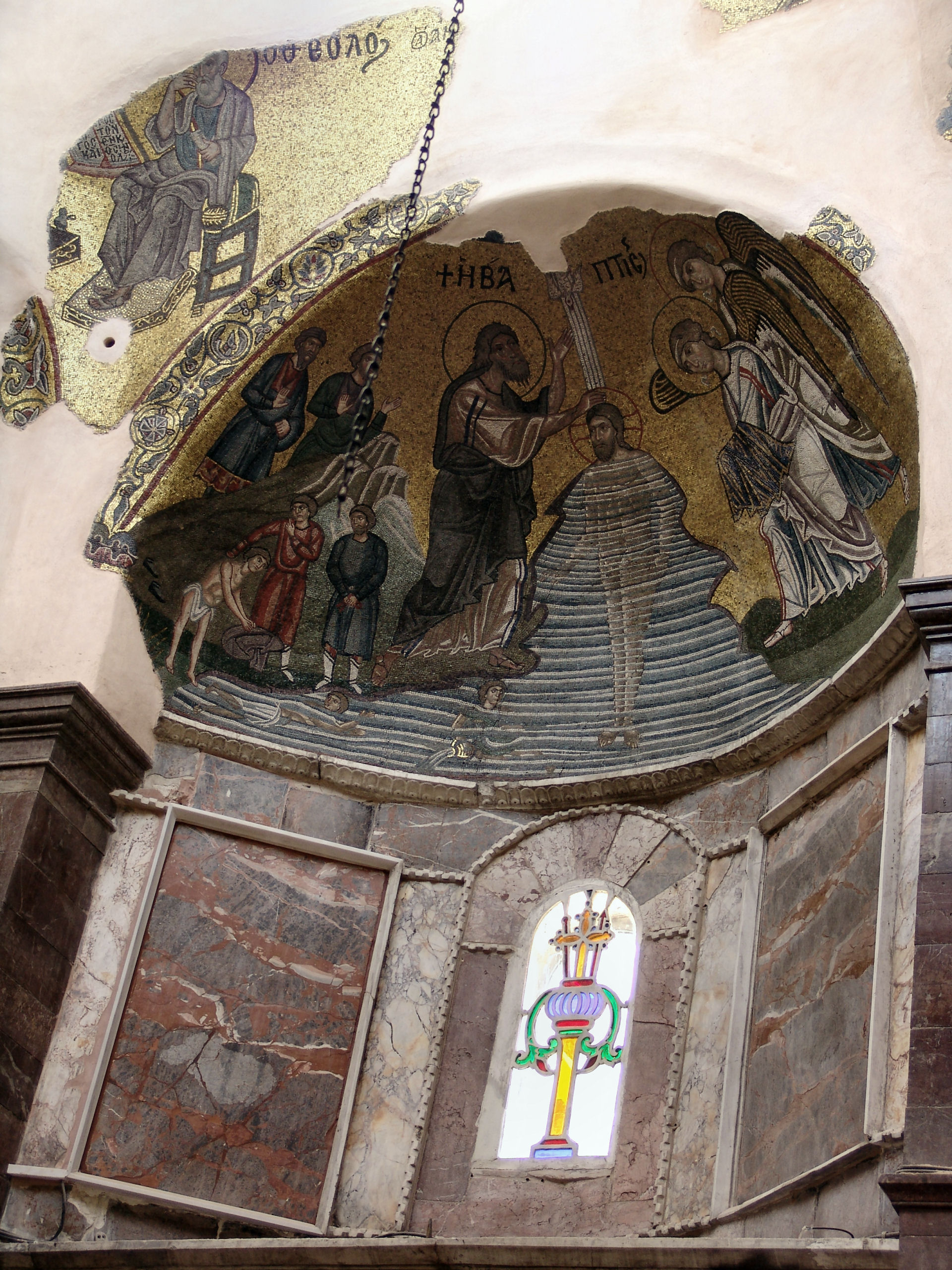
Mosaicos do Mosteiro Novo de Quios
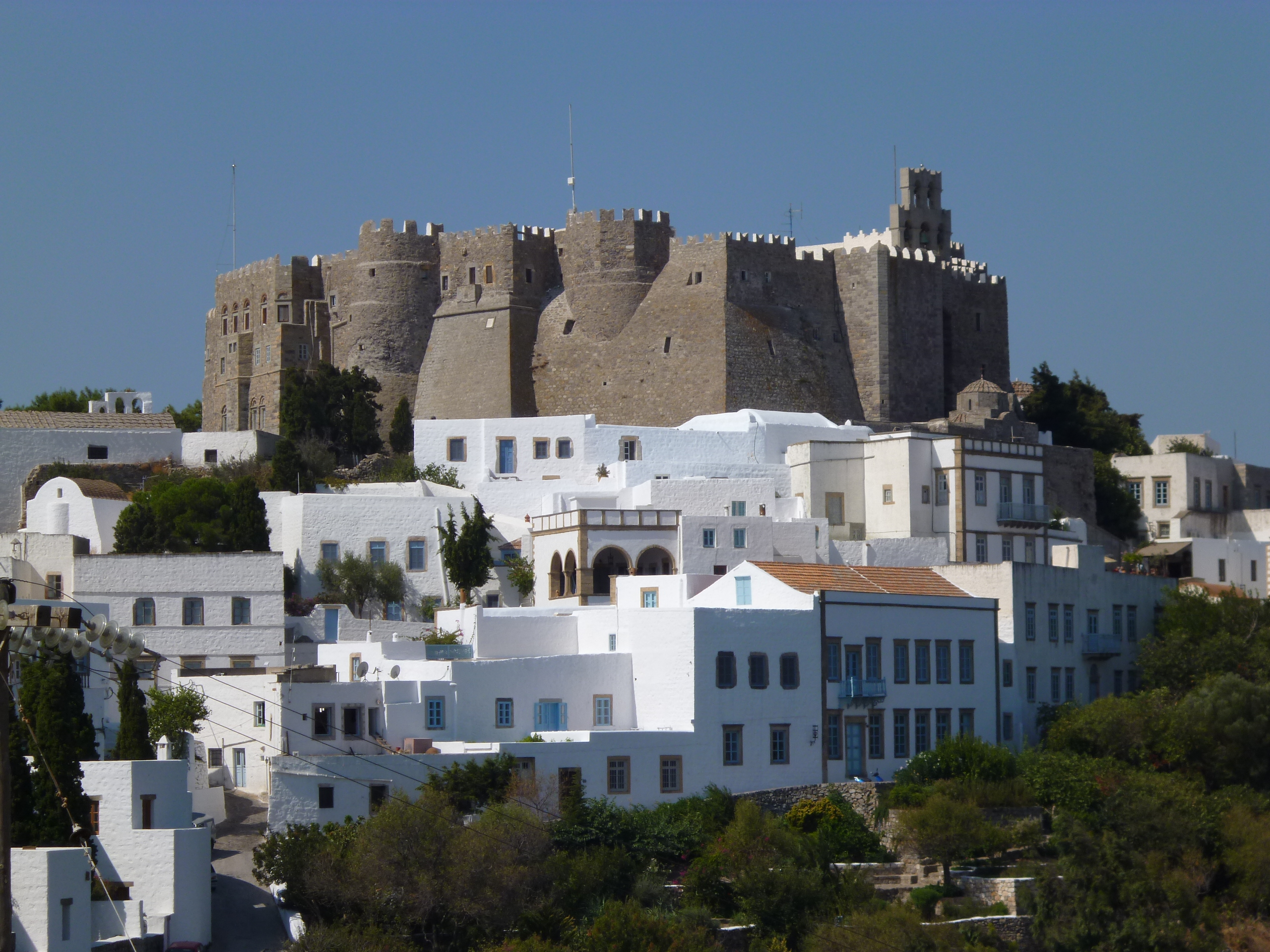
Mosteiro de São João, o Teólogo, Patmos
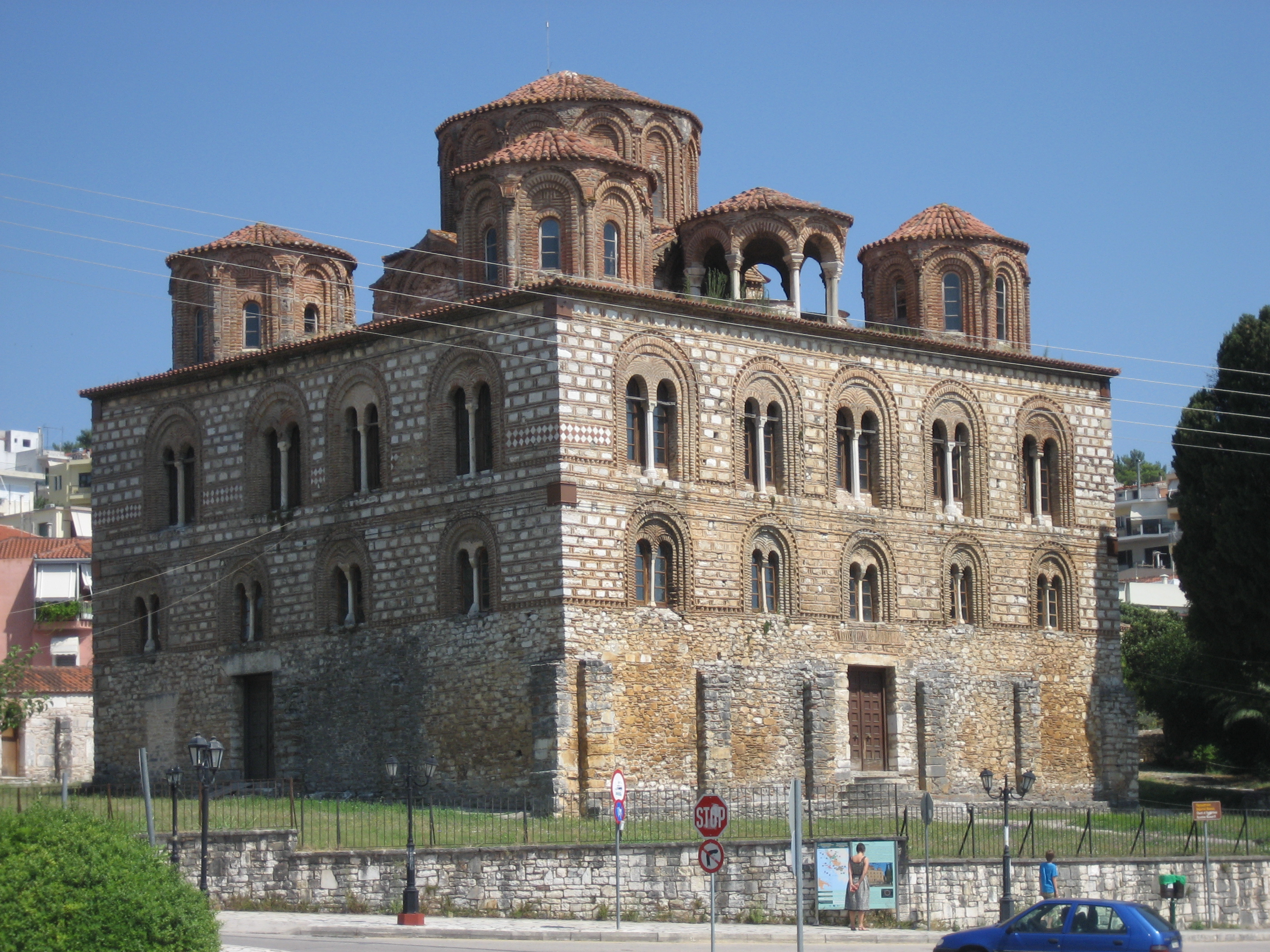
A Igreja de Parigoretissa, catedral de Arta, capital do Despotado de Epiro
Despotado da Moreia(1349–1460)
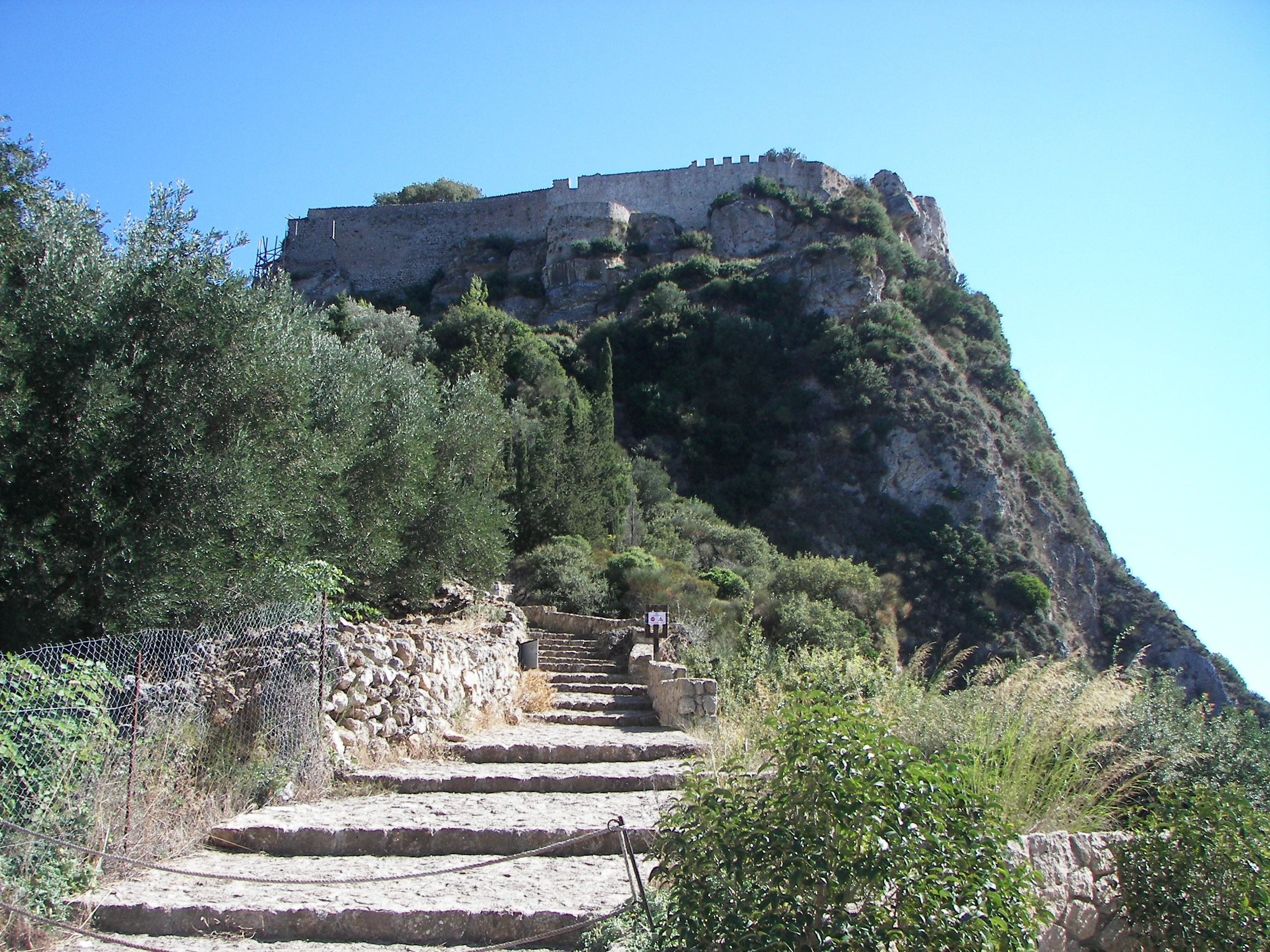
O castelo bizantino de Angelokastro, que repeliu os otomanos

## See also
- Império Bizantino
- Gregos bizantinos
- Francocracia